# Truenos de Tijuana
Los Truenos de Tijuana fue un equipo de béisbol que participó en la Liga Norte de México y en la Liga Norte de Sonora con sede en Tijuana, Baja California, México.

## Historia

### Inicios
Los Truenos de Tijuana ingresaron a la LNS en 2010.

### Actualidad
Para la temporada 2011 alcanzaron las semifinales cayendo 4 juegos contra 3 contra el equipo de Rojos de Caborca.

## Jugadores

### Roster actual
| CATCHERS: - 2 Isidro Piña Silva - 27 Fernando González - 28 Joel Dixon PITCHERS: - 1 Ernesto Vizcarra - 9 Ricardo Serrano - 10 Hory Daniel Sánchez - 16 Abraham Orozco - 19 Francisco A. Valdez - 24 Oswaldo Salazar - 25 Alejandro Granados - 26 Gabriel Álvarez - 31 Wington Concepción - 34 Martín Arvizu - 36 Geivy García - 55 Nelson Hiraldo |  | INFIELDERS: - 5 Omar Manzanares - 15 Alfredo Macías - 17 Eder Salcedo - 23 Humberto Castro - 35 Randall Simon - 38 Oscar R. Zevada OUTFIELDERS: - 6 Gregorio Angulo - 11 Juan Carlos Arias - 12 Francisco Burgos - 20 Julio Torres - 21 Luis Landaeta - 29 Moisés Esquivel CUERPO TÉCNICO: - 33 David Sinohui MÁNAGER - 30 Ángel Moreno COACH DE PITCHEO - 7 Luis Alonso Mendoza COACH 1RA BASE - 14 Amado Peralta COACH 3RA BASE - 64 Juan Lozano COACH DE BULLPEN - 13 Mario Palazuelos BATBOY - Raúl Beltrán TRAINER |

### Jugadores destacados
- Randall Simon.
- Luis Ugueto.